# Boguszyn (Leszno)
Pour les articles homonymes, voir Boguszyn.
Boguszyn (prononciation : [bɔˈɡuʂɨn]) est un village polonais de la gmina de Włoszakowice dans le powiat de Leszno de la voïvodie de Grande-Pologne dans le centre-ouest de la Pologne.
Il se situe à environ 8 kilomètres à l'est de Włoszakowice (siège de la gmina), à 13 kilomètres au nord-ouest de Leszno (siège du powiat) et à 60 kilomètres au sud-ouest de Poznań (capitale régionale).
Le village possédait une population de 390 habitants en 2008.

## Histoire
De 1975 à 1998, le village faisait partie du territoire de la voïvodie de Leszno.

Depuis 1999, Boguszyn est situé dans la voïvodie de Grande-Pologne.